# Evania porteri
Evania porteri är en stekelart som beskrevs av Juan Brèthes 1927. Evania porteri ingår i släktet Evania och familjen hungersteklar. Inga underarter finns listade i Catalogue of Life.